# Roseodiscus subcarneus
Roseodiscus subcarneus är en svampart som först beskrevs av Pier Andrea Saccardo, och fick sitt nu gällande namn av Baral 2006. Roseodiscus subcarneus ingår i släktet Roseodiscus och familjen Helotiaceae.  Arten är reproducerande i Sverige. Inga underarter finns listade i Catalogue of Life.